# Ординська печера
Ординська (Казаковська) печера (рос. Ординская (Казаковская) пещера) — печера розтошована на південно-західній околиці села Орда Пермського краю, на лівому березі річки Кунгур та у надрах Казаковської гори. Була відкрита 1969 року. Закладена в гіпсах та ангідритах пермського віку. Складається з «сухої» і підводної частини. Довжина сухої частини складає 300 м, підводної — 4600 м. На сьогоднішній день Ординська печера є щонайдовшою обводненої печерою Росії. Крім того, частина печери є щонайдовшим сифоном на території колишнього СРСР — 935 м. Це найбільша підводна печера у світі. Тільки вивчених ходів тут налічується більше 4 км. Дайвери з усього світу відзначають напрочуд чисту прозору воду. Температура води не піднімається вище +7 °C.
Печера займає 21-е місце серед найдовших гіпсових печер світу.